# Ечебар
Ечебар (фр. Etchebar) насеље је и општина у југозападној Француској у региону Аквитанија, у департману Атлантски Пиринеји која припада префектури Олорон Сен Мари.
По подацима из 2011. године у општини је живело 68 становника, а густина насељености је износила 8,26 становника/km². Општина се простире на површини од 8,23 km². Налази се на средњој надморској висини од 274 метара (максималној 1.025 m, а минималној 280 m).

## Демографија
| 1962. | 1968. | 1975. | 1982. | 1990. | 1999. | 2011. |
| ----- | ----- | ----- | ----- | ----- | ----- | ----- |
| 114   | 101   | 100   | 93    | 85    | 63    | 68    |

График промене броја становника у току последњих година